# The Showdown Effect
The Showdown Effect, ранее известная как Project JFK — многопользовательская компьютерная игра в жанре экшн, разработанная компанией Arrowhead Game Studios и выпущенная Paradox Interactive в 2013 году. Разработчики игры описывают её как «2,5-мерный экшн». Стилистика игры намеренно воспроизводит клишированные фильмы-боевики категории B 1980-х и 1990-х годов.

## Геймплей
Восемь персонажей игры, «чемпионы» из разных эпох и мест земного шара, участвуют в поединках друг с другом. Игроку предлагается взять под управление одного из героев и вступать в сражения с другими игроками, используя разнообразное оружие и фрагменты декораций. Игра позволяет гибко настраивать правила боев, оружие, облик и способности персонажей.
Одиночной игры нет, представлен только многопользовательский режим. В игре отсутствуют кампании, но есть несколько видов боя, например «Один против всех» или «Каждый за себя». По итогам боя игрок получает очки, которые допускается потратить на новое оружие, снаряжение или новых персонажей.

## Отзывы и критика
| Сводный рейтинг       | Сводный рейтинг |
| Агрегатор             | Оценка          |
| --------------------- | --------------- |
| GameRankings          | 66,36 %         |
| Metacritic            | 67/100          |
| Иноязычные издания    |                 |
| Издание               | Оценка          |
| Destructoid           | 8,5/10          |
| Edge                  | 5/10            |
| Eurogamer             | 6/10            |
| IGN                   | 6,0/10          |
| PC Gamer (US)         | 70/100          |
| Русскоязычные издания |                 |
| Издание               | Оценка          |
| «Игромания»           | 7,0/10          |
| «Канобу»              | 7/10            |

По мнению обозревателя журнала «Игромания», игра «дает возможность стать героем боевиков разнузданных восьмидесятых, когда ещё молодой и полный сил актёрский состав „Неудержимых“ вовсю спасал мир от зла».